# Campigny (Calvados)
Pour les articles homonymes, voir Campigny.
Campigny est une commune française, située dans le département du Calvados en région Normandie, peuplée de 185 habitants.

## Géographie
Campigny est une commune faisant partie du canton de Balleroy et de la communauté de communes de Bayeux Intercom, située à neuf kilomètres de Bayeux.
| Crouay      | Crouay, Cottun   | Cottun, Ranchy |
| Le Tronquay | Campigny         | Ranchy         |
| Le Tronquay | Le Tronquay, Agy | Agy            |

### Hydrographie
La commune est située dans le bassin Seine-Normandie. Elle est drainée par le ruisseau de Cottun, le Gril et le Vicalet,,.

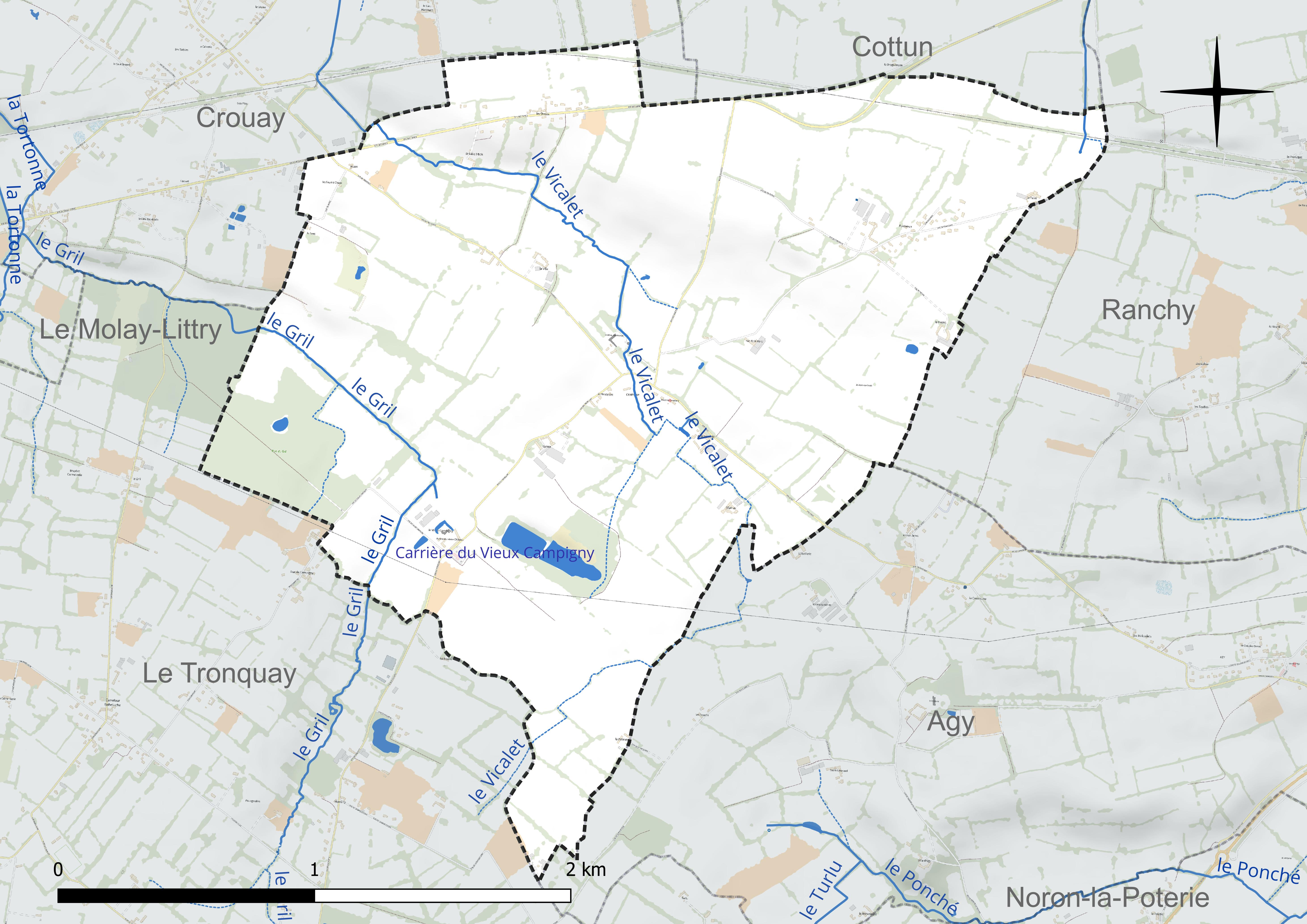
Réseau hydrographique de Campigny.

Un plan d'eau complète le réseau hydrographique : la carrière du Vieux Campigny (1,7 ha),.

### Climat
Pour des articles plus généraux, voir Climat de la Normandie et Climat du Calvados.
En 2010, le climat de la commune est de type climat océanique franc, selon une étude du CNRS s'appuyant sur une série de données couvrant la période 1971-2000. En 2020, Météo-France publie une typologie des climats de la France métropolitaine dans laquelle la commune est exposée à un climat océanique et est dans la région climatique  Normandie (Cotentin, Orne), caractérisée par une pluviométrie relativement élevée (850 mm/a) et un été frais (15,5 °C) et venté. Parallèlement le GIEC normand, un groupe régional d'experts sur le climat, différencie quant à lui, dans une étude de 2020, trois grands types de climats pour la région Normandie, nuancés à une échelle plus fine par les facteurs géographiques locaux. La commune est, selon ce zonage, exposée à un « climat des plateaux abrités », correspondant à la plaine agricole de Caen à Falaise, sous le vent des collines de Normandie et proche de la mer, se caractérisant par une pluviométrie et des contraintes thermiques modérées.
Pour la période 1971-2000, la température annuelle moyenne est de 10,6 °C, avec  une amplitude thermique annuelle de 11,7 °C. Le cumul annuel moyen de précipitations est de 797 mm, avec 12,4 jours de précipitations en janvier et 7,7 jours en juillet. Pour la période 1991-2020, la température moyenne annuelle observée sur la station météorologique la plus proche, située sur la commune de Balleroy-sur-Drôme à 8 km à vol d'oiseau, est de 11,2 °C et le cumul annuel moyen de précipitations est de 924,3 mm,. Pour l'avenir, les paramètres climatiques de la commune estimés pour 2050 selon différents scénarios d'émission de gaz à effet de serre sont consultables sur un site dédié publié par Météo-France en novembre 2022.

## Urbanisme

### Typologie
Au 1er janvier 2024, Campigny est catégorisée commune rurale à habitat très dispersé, selon la nouvelle grille communale de densité à 7 niveaux définie par l'Insee en 2022.
Elle est située hors unité urbaine. Par ailleurs la commune fait partie de l'aire d'attraction de Caen, dont elle est une commune de la couronne,. Cette aire, qui regroupe 296 communes, est catégorisée dans les aires de 200 000 à moins de 700 000 habitants,.

### Occupation des sols
L'occupation des sols de la commune, telle qu'elle ressort de la base de données européenne d'occupation biophysique des sols Corine Land Cover (CLC), est marquée par l'importance des territoires agricoles (96,4 % en 2018), une proportion identique à celle de 1990 (96,4 %). La répartition détaillée en 2018 est la suivante : 
terres arables (69,1 %), prairies (27,2 %), forêts (3,6 %). L'évolution de l'occupation des sols de la commune et de ses infrastructures peut être observée sur les différentes représentations cartographiques du territoire : la carte de Cassini (XVIIIe siècle), la carte d'état-major (1820-1866) et les cartes ou photos aériennes de l'IGN pour la période actuelle (1950 à aujourd'hui).

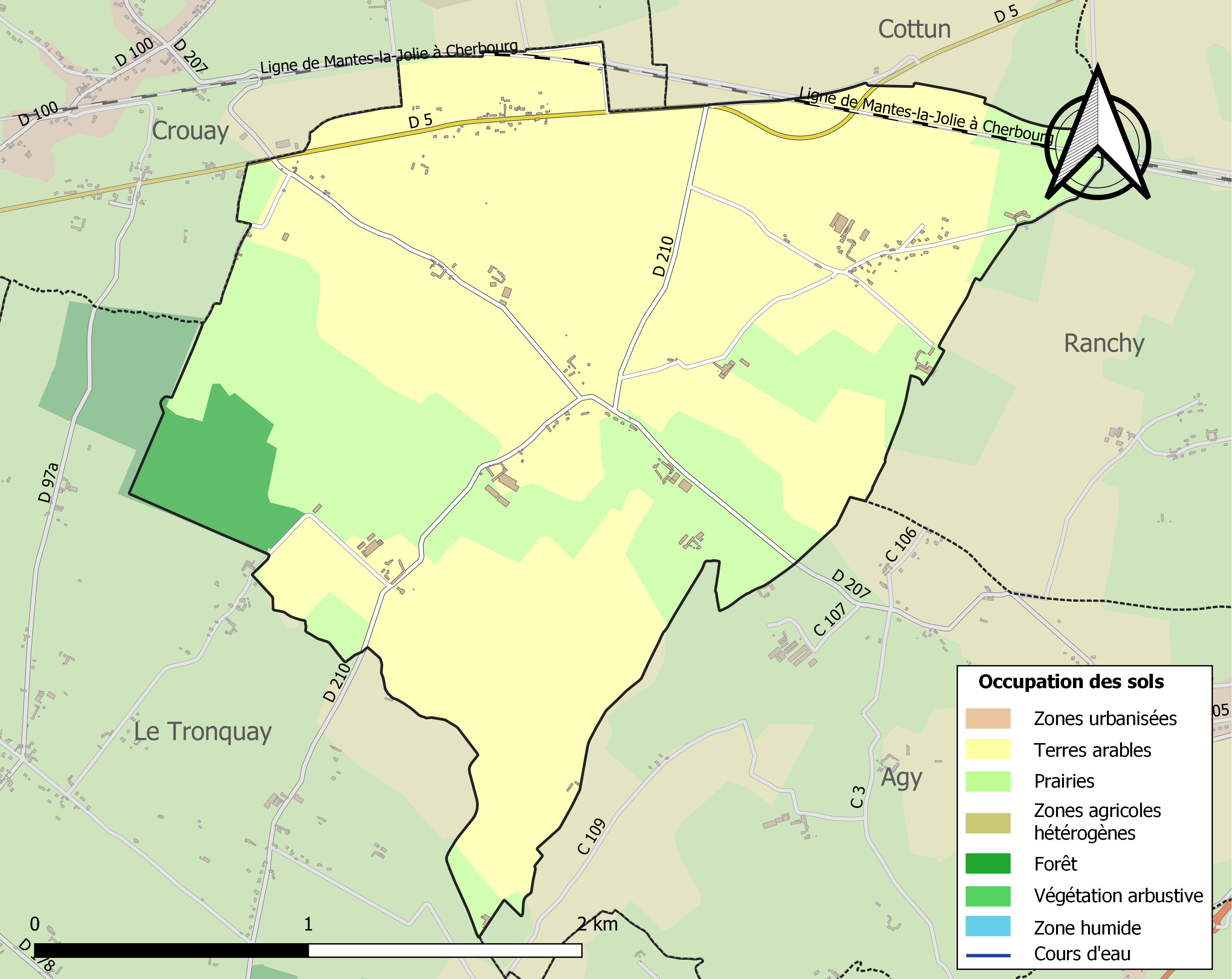
Carte des infrastructures et de l'occupation des sols de la commune en 2018 (CLC).

## Toponymie
Le nom de la localité est attesté sous la forme Campinneio en 1184.
Le toponyme est issu de l'anthroponyme roman Campanius, ou d'un dérivé de campu(s) : campania > campagne / Champagne, suivi du suffixe d'origine gauloise -acum (> -ei > -y) de localisation et de propriété (la terminaison -eio de la mention ancienne s'explique par une mauvaise latinisation médiévale par adjonction d'une désinence -o à la forme d'ancien français -ei). Il s'agit de la forme normanno-picarde du type toponymique bien connu *Campaniacum, dont les formes françaises sont Champagny / Champigny et occitanes Champagnac / Campagnac.
Le gentilé est Campignais.

## Politique et administration
| Période                                  | Période   | Identité      | Étiquette | Qualité               |
| ---------------------------------------- | --------- | ------------- | --------- | --------------------- |
| ?                                        | 1970      | Jean Pénard   |           |                       |
| 1970                                     | 1975      | Paul Pénard   | SE        | Agriculteur           |
| 1975                                     | 1983      |               |           |                       |
| 1983                                     | mars 2014 | Paul Pénard   | SE        | Agriculteur           |
| mars 2014                                | En cours  | Jackie Fauvel | SE        | Jardinier indépendant |
| Les données manquantes sont à compléter. |           |               |           |                       |

Le conseil municipal est composé de onze membres dont le maire et deux adjoints.

## Démographie
L'évolution du nombre d'habitants est connue à travers les recensements de la population effectués dans la commune depuis 1793. Pour les communes de moins de 10 000 habitants, une enquête de recensement portant sur toute la population est réalisée tous les cinq ans, les populations de référence des années intermédiaires étant quant à elles estimées par interpolation ou extrapolation. Pour la commune, le premier recensement exhaustif entrant dans le cadre du nouveau dispositif a été réalisé en 2006.
En 2022, la commune comptait 185 habitants, en évolution de −2,63 % par rapport à 2016 (Calvados : +1,58 %, France hors Mayotte : +2,11 %).
Campigny a compté jusqu'à 305 habitants en 1861.
| 1793 | 1800 | 1806 | 1821 | 1831 | 1836 | 1841 | 1846 | 1851 |
| ---- | ---- | ---- | ---- | ---- | ---- | ---- | ---- | ---- |
| 242  | 245  | 245  | 284  | 303  | 278  | 257  | 225  | 276  |

| 1856 | 1861 | 1866 | 1872 | 1881 | 1886 | 1891 | 1896 | 1901 |
| ---- | ---- | ---- | ---- | ---- | ---- | ---- | ---- | ---- |
| 280  | 305  | 294  | 279  | 277  | 262  | 268  | 257  | 265  |

| 1906 | 1911 | 1921 | 1926 | 1931 | 1936 | 1946 | 1954 | 1962 |
| ---- | ---- | ---- | ---- | ---- | ---- | ---- | ---- | ---- |
| 241  | 227  | 202  | 196  | 175  | 164  | 183  | 160  | 167  |

| 1968 | 1975 | 1982 | 1990 | 1999 | 2006 | 2011 | 2016 | 2021 |
| ---- | ---- | ---- | ---- | ---- | ---- | ---- | ---- | ---- |
| 173  | 152  | 123  | 151  | 155  | 173  | 188  | 190  | 185  |

| 2022 | - | - | - | - | - | - | - | - |
| ---- | - | - | - | - | - | - | - | - |
| 185  | - | - | - | - | - | - | - | - |

## Économie
La commune se situe dans la zone géographique des appellations d'origine protégée (AOP) Beurre d'Isigny et Crème d'Isigny.

## Lieux et monuments
- Église Notre-Dame (XIIIe siècle), classée Monument historique[29]. Elle abrite quatre gisants de la famille Hamon, répartis sur trois tombeaux classés à titre d'objets[30].
- Manoir de Campigny (ferme du Vieux Château) du XVIe siècle, également classé Monument historique[31].
- Château des Fresnes (XVIIIe siècle). Son colombier est inscrit aux Monuments historiques[32].

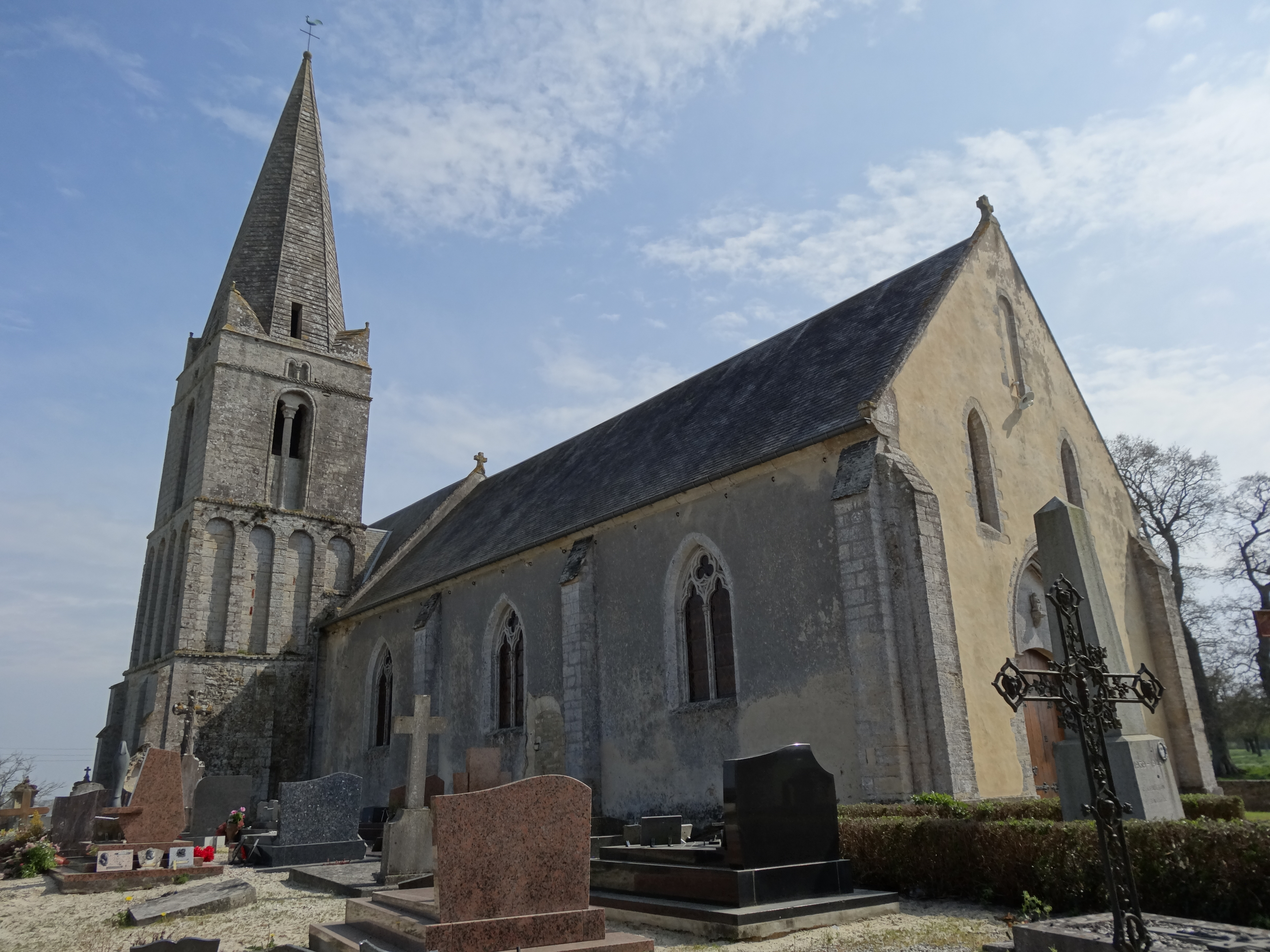
La façade nord et le clocher de l'église Notre-Dame.
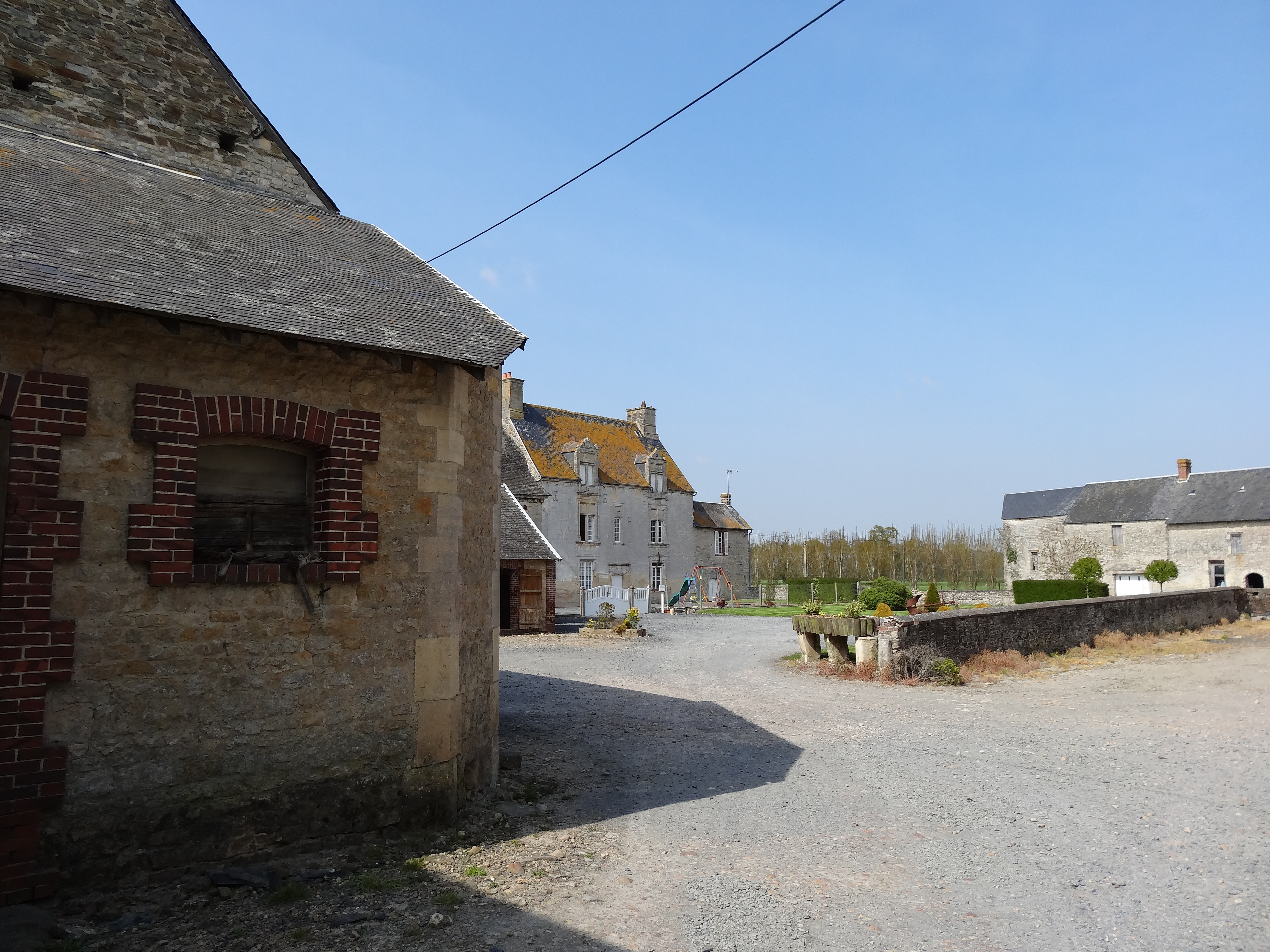
La ferme du Vieux-Château.
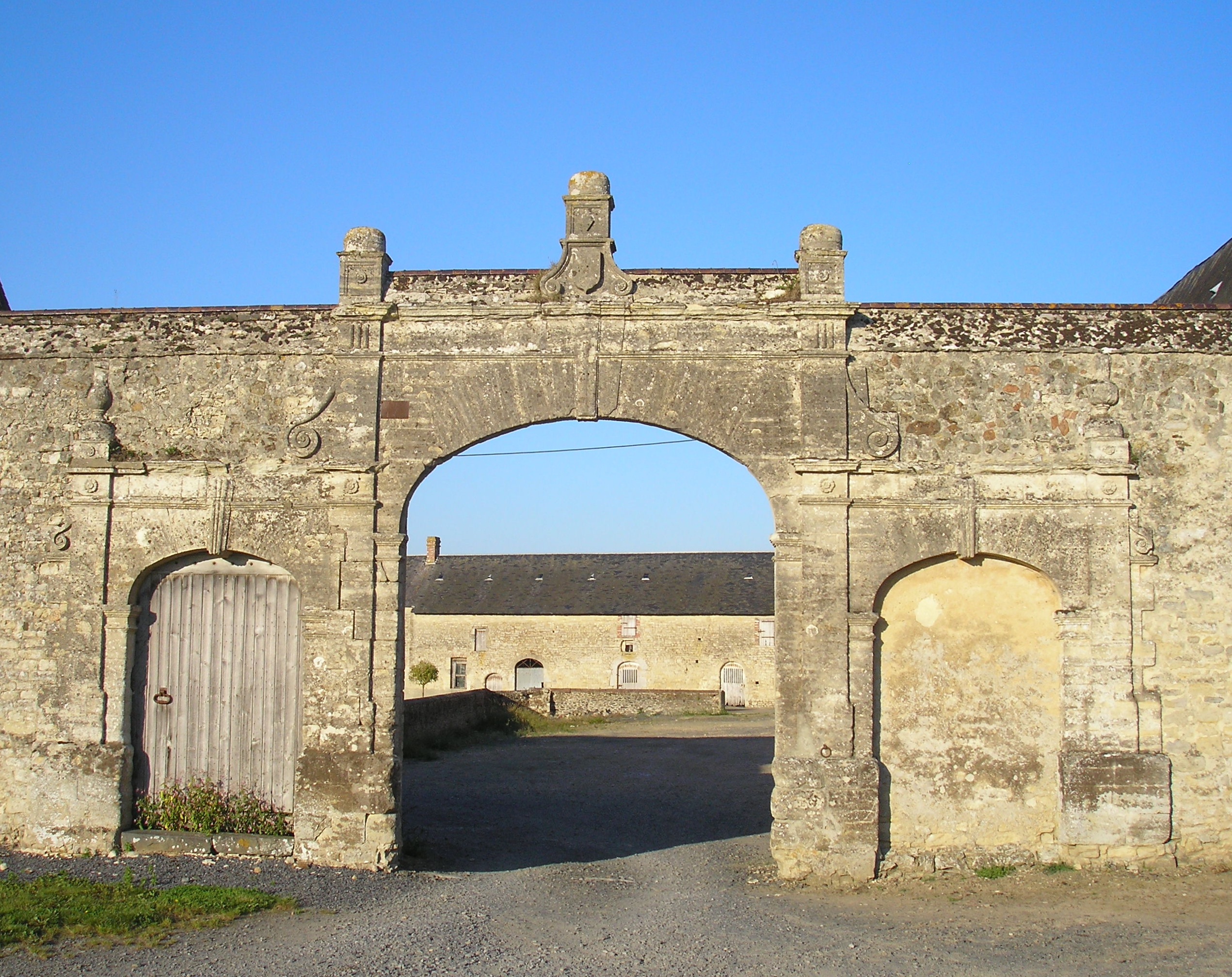
Le portail de la ferme-manoir.